# Incipit Satan
Incipit Satan — пятый студийный альбом норвежской блэк-металической группы Gorgoroth, вышедший в 2000 году.

## Об альбоме

### Музыка
На этом альбоме группа сильно экспериментировала со звучанием, в результате чего альбом довольно далеко отошёл от традиционного блэк-метала. В некоторых песнях были добавлены электронные эффекты, наравне со скримингом вокалист Гаал использовал чистый вокал с элементами декламации. Однако при этом гитарист группы Торментор отмечает, что музыка альбома является чистым блэк-металом, никогда ещё не бывшим столь сатанинским. Также музыка альбома отличается намного лучшим качеством записи по сравнению с предыдущими работами коллектива.

### Лирика
По словам Торментора альбом является прямым продолжением предыдущего альбома Destroyer: «Это новая концепция сатанизма, возведённая на старом фундаменте».

### Оформление
Для создания обложки альбома был привлечён профессиональный художник-оформитель. В качестве основы рисунка обложки использовалась иллюстрация к книге Фридриха Ницше Так говорил Заратустра, на которой изображены соратники Заратустры орёл и змея.

## Список композиций
1. «Incipit Satan» 04:33
2. «A World to Win» 03:43
3. «Litani Til Satan» 04:33
4. «Unchain My Heart» 04:47
5. «An Excerpt Of X» 05:50
6. «Ein Eim Av Blod Og Helvetesild» 03:09
7. «Will To Power» 04:28
8. «When Love Rages Wild In My Heart» 05:43

## Участники записи
- Гаал (Кристиан Эйвинд Эспедал) — вокал
- Инфернус (Роджер Тиегс) — гитара
- Торментор (Болло Хейердал) — гитара
- Кинг ов Хелл (Том Като Виснес) — бас-гитара
- Sersjant (Эрленд Эриксен) — ударные